# Chiesa della Visitazione della Beata Vergine Maria a Santa Elisabetta (Cavaso del Tomba)
La chiesa arcipretale della Visitazione della Beata Vergine Maria a Santa Elisabetta è la parrocchiale di Cavaso del Tomba, in provincia e diocesi di Treviso; fa parte del vicariato di Asolo.

## Storia
La prima citazione di una chiesa a Cavaso del Tomba, nota come pieve di Santa Maria, è da ricercarsi in una bolla di papa Eugenio III; la chiesa venne nuovamente menzionata nel 1184. Nel 1560 fu riedificato il presbiterio e nel 1621 pure il pavimento del coro subì un rifacimento. Il 7 luglio del 1644 la pieve e la canonica vennero distrutte da un devastante incendio, in seguito al quale si rese necessaria una riedificazione, iniziata nel 1661 e terminata nel 1683. Il 25 febbraio 1695 un terremoto danneggiò la chiesa e ridusse in macerie la torre campanaria. La pieve subì, dunque, un importante lavoro di ristrutturazione e venne consacrata il 1º ottobre 1724. Nel XVIII secolo furono realizzati gli altari laterali e nel 1756 la chiesa ricevette il titolo di arcipretale. All'inizio del XIX secolo vennero costruiti altri altari laterali e nel 1823 il pavimento del presbiterio fu rifatto in pietra di Pove del Grappa. Tra il 1904 ed il 1907 venne riedificata la facciata in stile neoclassico ed adornata da statue scolpite da Francesco Sartor e realizzate dalla Società Marmifera di Verona. Nel novembre del 1917, durante la prima guerra mondiale, la pieve venne seriamente danneggiata e tra il 1920 ed il 1921 fu ripristinata tramite un complesso intervento di restauro e rifacimento. L'edificio venne nuovamente ristrutturato tra il 2013 ed il 2015.

## Descrizione
Opere di pregio custodite all'interno della chiesa sono una tela raffigurante la Madonna col Bambino attorniata da sei santi, opera datata 1572 di Francesco Millàn da Serravalle, una pala del 1587 di Jacopo da Ponte con soggetto la Madonna del Rosario con santi e donatori, un dipinto del 1580 dello stesso autore con San Rocco con gli appestati e il Padre Eterno, l'altare maggiore, costruito nel Settecento dai fratelli veneziani Sorgi, la pala raffigurante Madonna in visita a Elisabetta con vicino i santi Giuseppe e Zaccaria, dipinta dal fiammingo Nicolas Régnier, e il tabernacolo in marmi policromi.